# Tour Nichot
La tour Nichot  est une tour médiévale située à Fougères et faisant partie de l'enceinte urbaine du bourg-neuf. Elle appartient aux remparts sud et ouest de la ville qui longent la vallée inférieure du Nançon. Elle est située entre le redan prolongeant au sud la porte Notre-Dame et la tour du Papegaud.
La tour Nichot a appartenu à André Almire dans les années 1940-1950 qui lui a donné ce nom. Par la suite elle a été rachetée par la ville.

## Histoire
Le vicomte Le Bouteiller date la tour Nichot de la première moitié du XIIIe siècle, en faisant un des derniers ouvrages érigés par Raoul III (1212-1256).
La tour est classée au titre des monuments historiques en 1913.
Longtemps environnée et masquée par les vieilles maisons à porches et colombages de la rue de la Pinterie, sa face postérieure agrémente aujourd'hui un petit square aménagé après la destruction du parcellaire médiéval de la ville close par suite du bombardement de Fougères les 6 et 8 juin 1944.

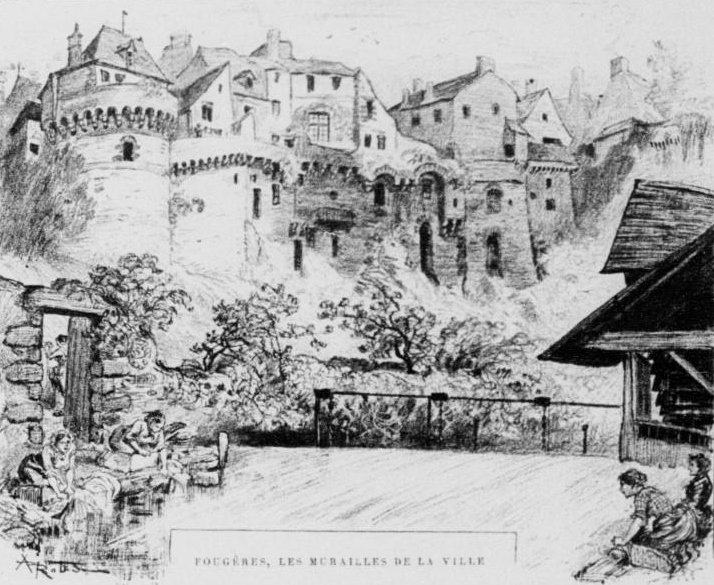
La tour Nichot au début du XXe siècle.
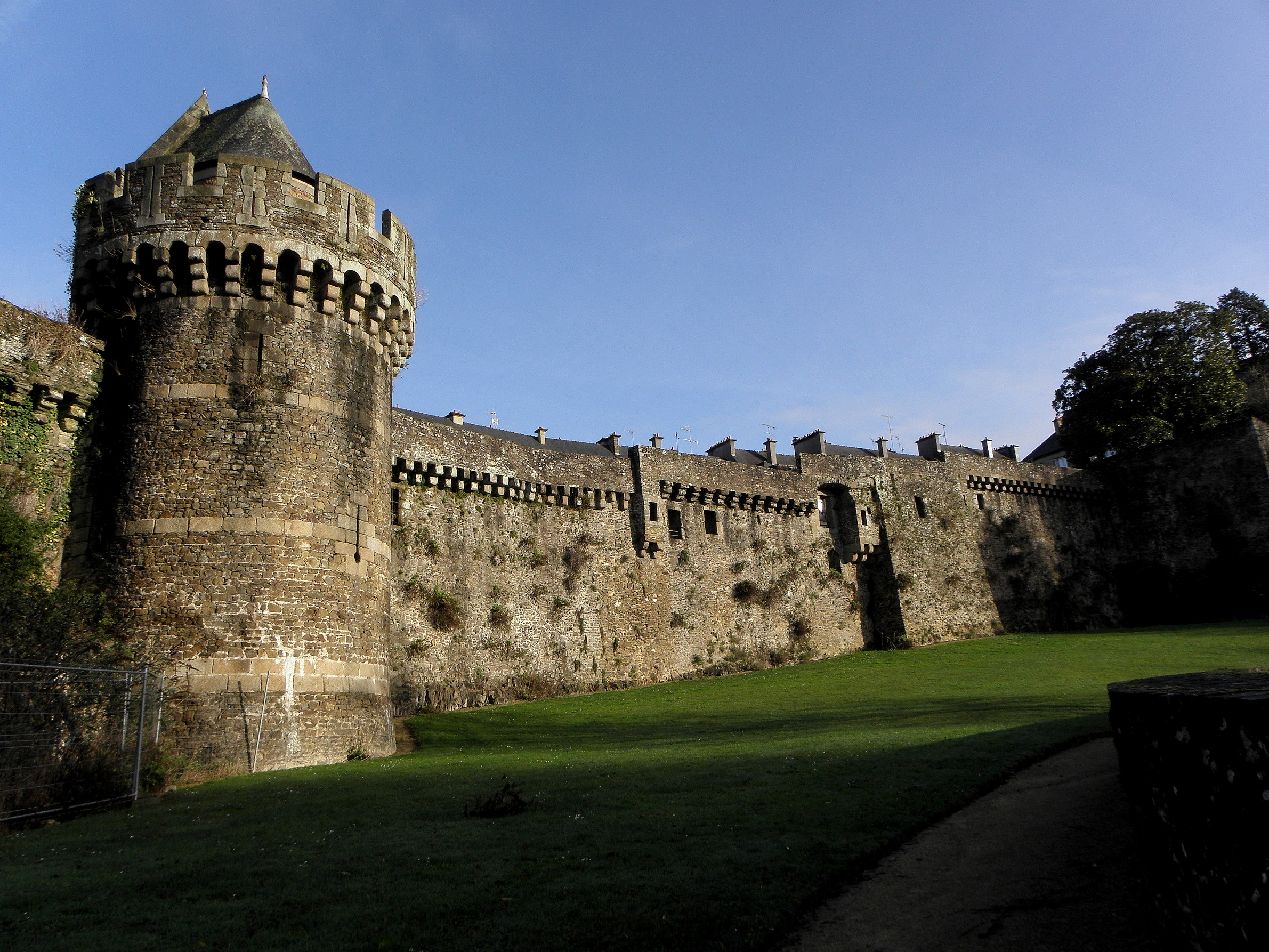
La tour Nichot de nos jours.

## Architecture
De forme ronde, la tour Nichot est construite en moellons de cornéenne et ceinte de trois cordons de pierres appareillées en granit, le premier seul constitué de deux assises. Elle est percée au rez-de-chaussée, à l'est, d'une porte à linteau droit. En élévation peuvent s'observer plusieurs archères appareillées, longues et présentant à leur base une embrasure à canon. La tour est couronnée de mâchicoulis dont l'arcature plein cintre est portée par des consoles à trois ressauts. Le parapet crénelé et percé de meurtrières est moderne de même que le petit édicule et sa tourelle d'angle sommant la tour.

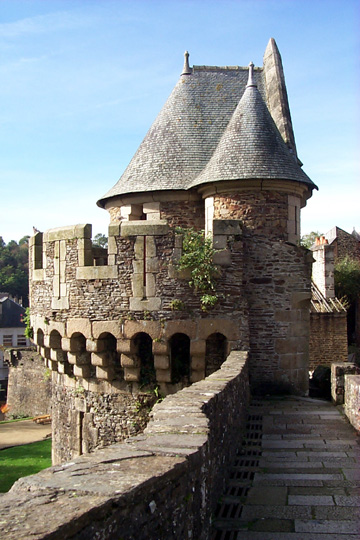
Sommet de la tour vu du chemin de ronde.
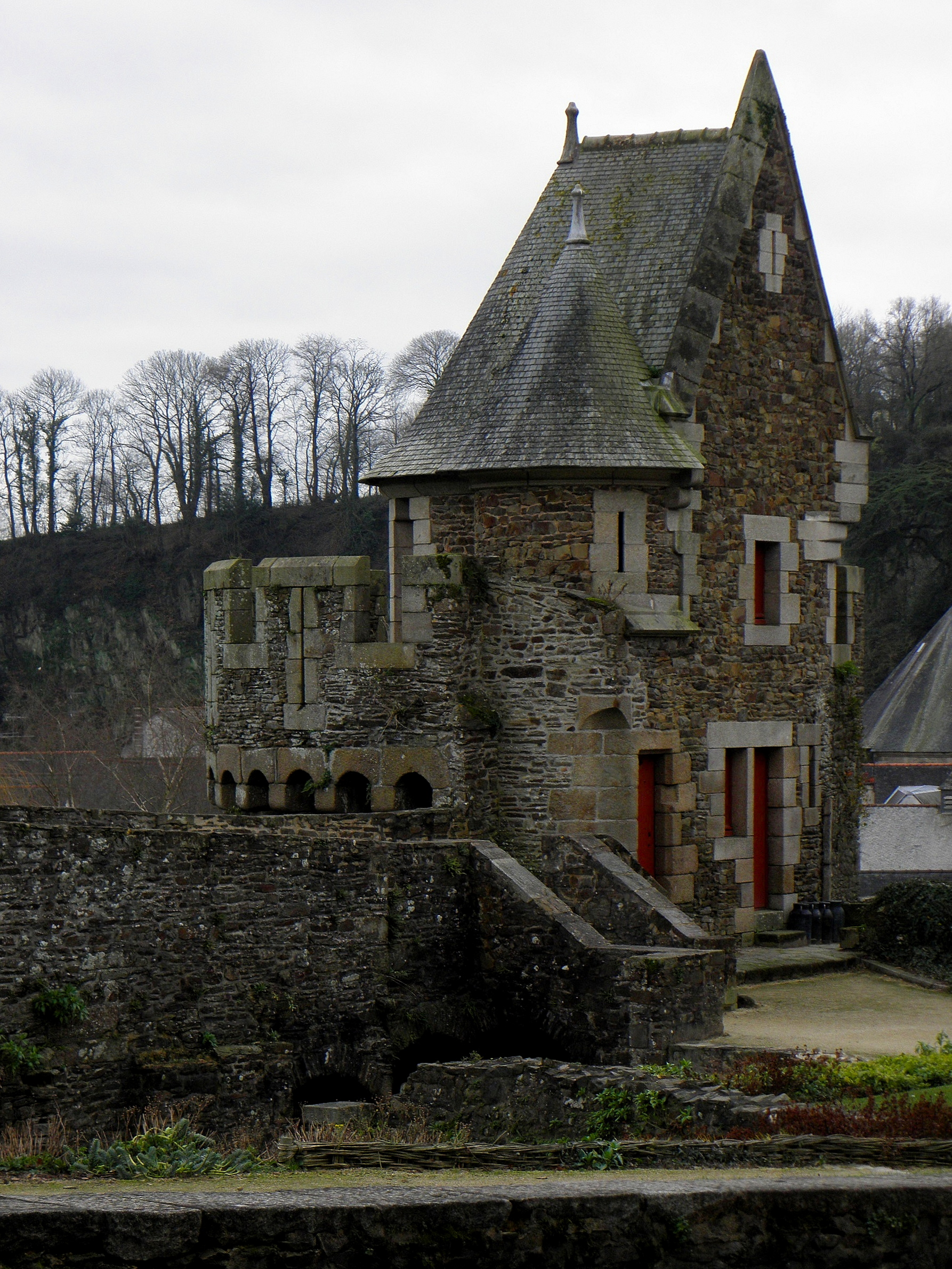
Arrière très restauré de l'ouvrage.